# Páramo

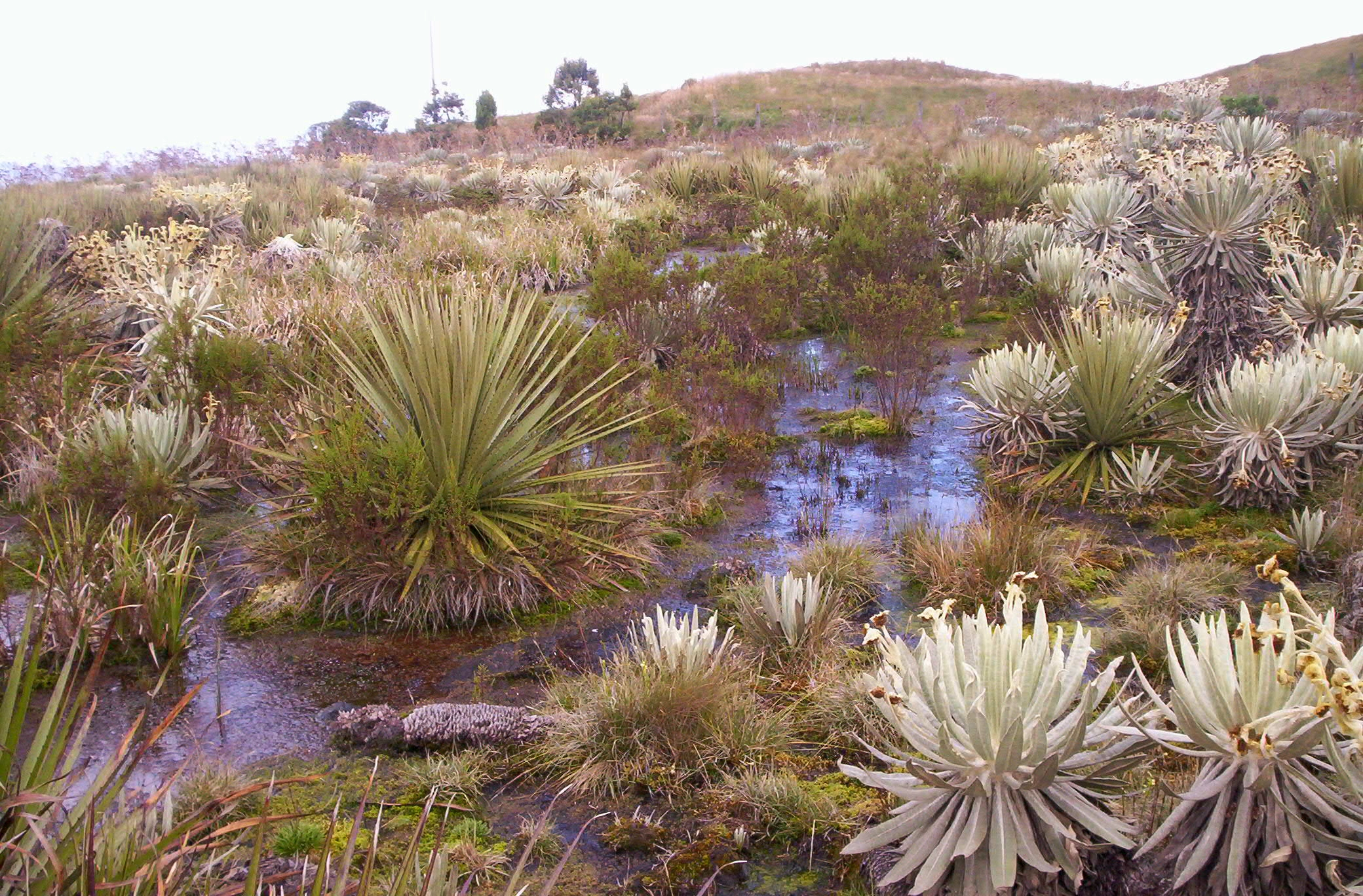
Páramo de Rabanal
(Boyacá, Colòmbia)

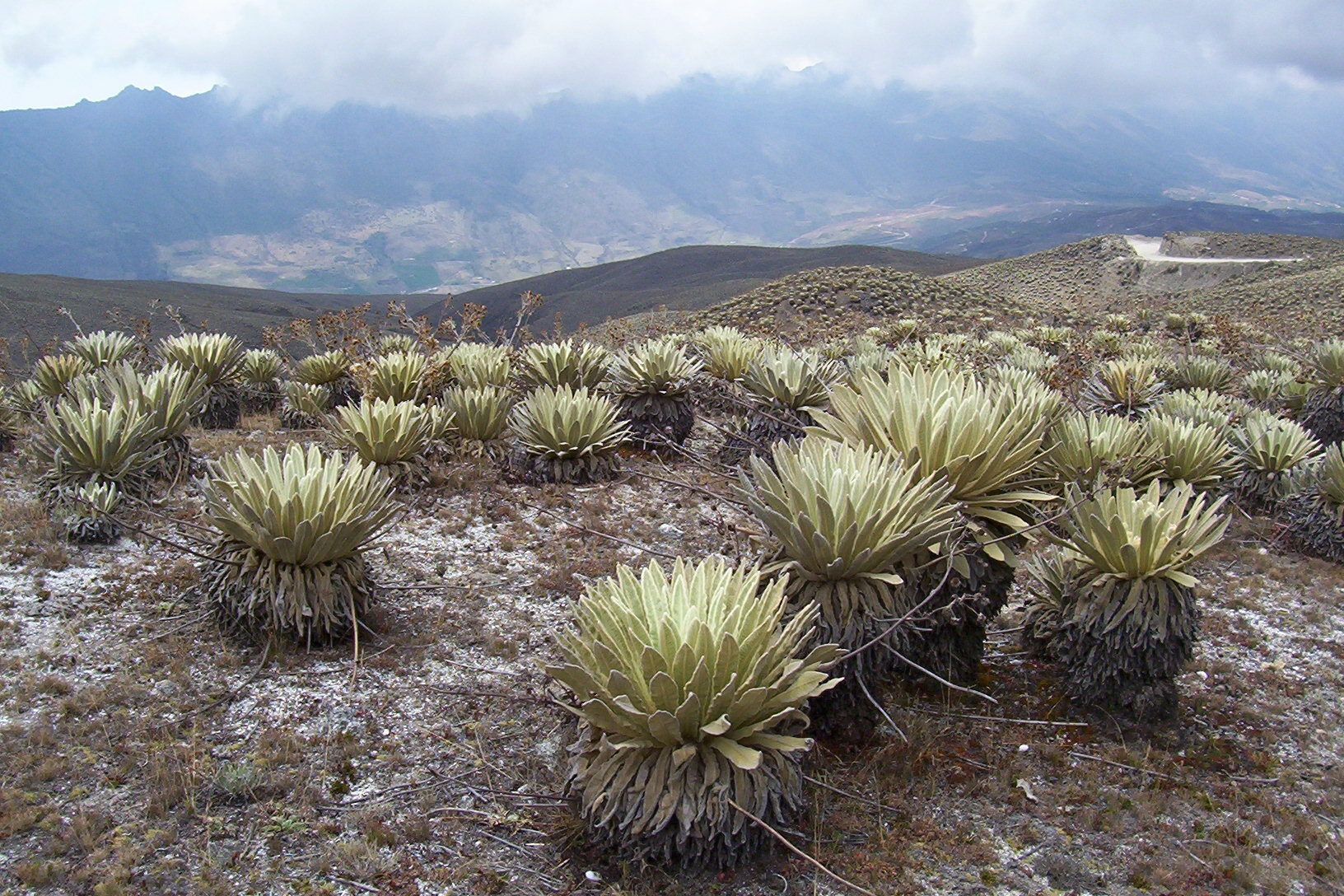
Páramo de Piedras Blancas
(Mérida, Veneçuela)

Els páramos són ecosistemes montans discontinus situats a la serralada dels Andes, aproximadament des de 2.900 msnm fins a la línia de les neus perpètues, més o menys a 5.000 msnm. Geogràficament se situen des de Colòmbia fins al nord del Perú. També hi ha petites extensions de páramos a Costa Rica i Panamà.
A Veneçuela, Colòmbia i el nord de l'Equador es caracteritzen per la presència de frailejones, espècies herbàcies perennifòlies del gènere Espeletia (Asteraceae).
Ecosistemes semblants, però amb diferents noms locals, es troben a l'Àfrica oriental, Papua Nova Guinea i altres àrees tropicals situades a grans altituds.